# دبلیو. سی. فیلدز و من
دبلیو سی فیلدز و من (به انگلیسی: C. Fields and Me) یک فیلم زندگی‌نامه‌ای و درام آمریکایی محصول سال ۱۹۷۶ به کارگردانی آرتور هیلر با بازی راد استایگر و ولری پرین است. فیلمنامه باب مریل بر اساس خاطرات کارلوتا مونتی، معشوقه بازیگر دبلیو. سی. فیلدز در ۱۴ سال آخر زندگی او ساخته شده‌است. این فیلم توسط یونیورسال پیکچرز منتشر شده‌است.

## داستان
داستان در سال ۱۹۲۴ در شهر نیویورک آغاز می‌شود، جایی که دبلیو. سی. فیلدز از سرفصل‌های زیگفلد فولیز است، و با مرگ او در سال ۱۹۴۶ در کالیفرنیا در سن ۶۶ سالگی به پایان می‌رسد.

## بازیگران
- راد استایگر … دبلیو. سی. فیلدز
- ولری پرین … کارلوتا مونتی
- جک کسیدی … جان باریمور
- پال استوارت … فلورانز زیگفلد جونیور
- آلن آربس … گرگوری لا کاوا
- لوئیس زوریچ … جین فاولر
- اشتفن زاخاریاس

## شبکه خانگی
این فیلم به دلیل تلاش‌های موفقیت‌آمیز نوه فیلدز، قاضی در کالیفرنیا، برای دور نگه داشتن آن از دید عموم، هرگز در ویدیوی خانگی منتشر نشد. از سال ۲۰۲۱، این فیلم به صورت ویدیوی دیجیتال در دسترس است.